# Sorex portenkoi
Sorex portenkoi är en däggdjursart som beskrevs av Sergei U. Stroganov 1956. Sorex portenkoi ingår i släktet Sorex och familjen näbbmöss. IUCN kategoriserar arten globalt som otillräckligt studerad. Inga underarter finns listade i Catalogue of Life.
Denna näbbmus förekommer på Tjuktjerhalvön i ryska Sibirien. Det är nästan inget känt om artens levnadssätt.